# Leonel Tavares Miranda de Albuquerque
Leonel Tavares Miranda de Albuquerque (Pitimbu, 29 de julio de 1903  — Río de Janeiro, 14 de abril de 1986) fue un médico psiquiatra y político brasileño. Ministro de Salud entre 1967 y 1969.

## Biografía
Hijo de Manoel Miranda de Albuquerque Mello y Heloísa Tavares de Albuquerque Miranda, estudió Medicina en la Universidad de Río de Janeiro, entonces capital del país. Casado con Mercedes Gross Miranda, del matrimonio nacieron dos hijos, Maria Helena y Carlos.
Fue ministro de Salud en los gobiernos de Costa e Silva y de la Junta Gubernativa Provisional de 1969, desde el 15 de marzo de 1967 al 30 de octubre de 1969.
Fue director-presidente de la Casa de Salúde Dr. Eiras (Río de Janeiro/RJ), creador del Instituto Clínico Madureira (Río de Janeiro/RJ) y fundador de la Comunidad Terapéutica de Paracambi (Río de Janeiro/RJ).